# 이동협
이동협(李洞協, 2003년 3월 12일 ~ )은 대한민국의 축구 선수이다. 포지션은 왼쪽 풀백, 왼쪽 윙어이다. 현재 포항 스틸러스 소속이다.

## 수상 내역

### 구단

#### 포항 스틸러스
- 코리아컵
  - 우승 : 2024